# Offene Zeit
Als offene Zeit bezeichnet man bei Klebeverfahren und Klebetechniken die zulässige Zeitspanne von Beginn des Auftragens des Klebstoffs bis zum Zusammenfügen der Fügeteile.

## Vorgang
Innerhalb der offenen Zeit müssen die Fügeteile (die Teile, die miteinander durch Kleben verbunden werden sollen) zusammengefügt werden. Die offene Zeit ist variabel und  ist sowohl von der Klebstoffrezeptur als auch vom Material der zu verklebenden Teile, den Temperaturverhältnissen bezüglich der Werkstoffe und der Umgebung abhängig. Bei bestimmten Klebetechniken kann beispielsweise das Vorwärmen der zu verklebenden Teile die offene Zeit verlängern und die Adhäsion verbessern.